# Elecciones presidenciales de India de 2022
La elección presidencial se realizaron el lunes 18 de julio de 2022, y fue la decimoséptima elección presidencial que se celebró en India. El artículo 56 (1) de la Constitución de la India establece que el presidente de la India permanecerá en el cargo por un período de cinco años. El presidente Ram Nath Kovind del Partido Popular Indio, electo en 2017, era elegible para otro mandato; sin embargo, no fue postulado para la reelección.
El Partido Popular Indio nominó a Draupadi Murmu, exgobernadora de Jharkhand como candidata presidencial; quien se impuso en la elección con más del 71 % de los votos. Murmu se convertirá en la segunda mujer en ocupar el cargo.

## Elección

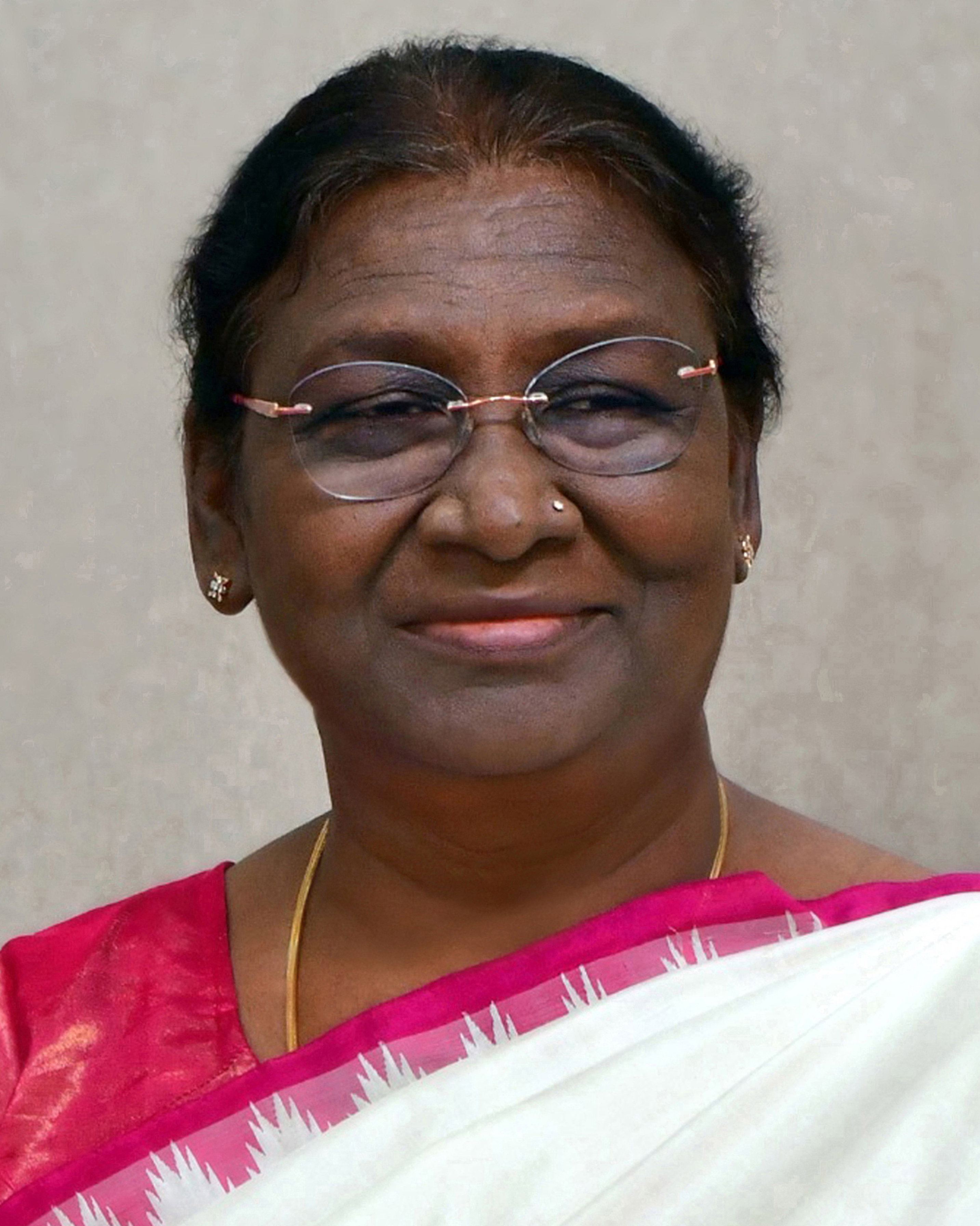
Presidente de las elecciones presidenciales de India en el año 2022

El presidente de India es elegido indirectamente por un colegio electoral formado por los miembros electos de ambas cámaras del parlamento, los miembros electos de las asambleas legislativas de los 28 estados y los miembros electos de las asambleas legislativas de los Territorios de la Unión de Delhi, Puducherry y Jammu y Cachemira. A partir de 2021, el colegio electoral está compuesto por 776 diputados y 4.120 diputados. El sistema asigna un número variable de votos a estos miembros del colegio electoral, de modo que el peso total de los diputados y los de los MLA es aproximadamente igual y que el poder de voto de los estados y territorios es proporcional a su población. En general, los miembros del colegio electoral fueron elegibles para emitir 1.098.903 votos, lo que arroja un umbral para una mayoría de 549.452 votos.
La nominación de un candidato para la elección al cargo de Presidente debe ser suscrita por al menos 50 electores como proponentes y 50 electores como secundadores. La elección se realiza mediante voto secreto bajo el sistema de voto único transferible. La forma de elección del presidente está prevista en el artículo 55 de la Constitución. El escrutador de las elecciones fue Anoop Mishra, secretario general de Lok Sabha.